# Lunnyj Island
Lunnyj Island (englisch; russisch Остров Лунный Ostrow Lunny, deutsch ‚Mond-Insel‘) ist eine Insel vor der Ingrid-Christensen-Küste des ostantarktischen Prinzessin-Elisabeth-Lands. In der Gruppe der Rauer-Inseln liegt sie 3,2 km nördlich des nordöstlichen Ausläufers von Filla Island.
Wissenschaftler einer sowjetischen Antarktisexpedition kartierten und benannten sie im Jahr 1956. Das Antarctic Names Committee of Australia übertrug diese Benennung in einer transkribierten Teilübersetzung ins Englische.